# Georgi Oeljasjenko
Georgi Nikolajevitsj Oeljasjenko (Russisch: Георгий Николаевич Ульяшенко) (Strichino, Oblast Smolensk, 4 mei 1923 – 1997) was een basketbalspeler en coach die uitkwam voor verschillende teams van de Sovjet-Unie. Hij kreeg de onderscheiding Meester in de sport van de Sovjet-Unie.

## Carrière
Oeljasjenko speelde voor Dinamo Leningrad en later voor de legerploeg SKA Leningrad. Hij begon zijn trainerscarrière bij Boerevestnik Leningrad. Na Boerevestnik werd hij hoofdcoach van het damesteam van SKA Leningrad. Hij kreeg de Medaille voor de Verdediging van Leningrad en de Medaille voor de Overwinning over Duitsland in de Grote Patriottische Oorlog 1941-1945. Hij studeerde af aan de P.S. Lesgaft en de school van trainers van dit instituut van Leningrad (GDIIFK) in 1950.